# 熱帶雨
《热带雨》（英語：Wet Season）是一部2019年新加坡华语剧情片。本片讲述一位新加坡中学老师，在面临家庭和事业波折的当下，与自己的一位学生开始了特殊的感情。本片由陳哲藝执导；楊雁雁、許家樂、李铭顺、杨世彬主演。
本片是新加坡导演陳哲藝，继2013年第一部长片《爸妈不在家》后，推出的第二部长片作品。本片于2019年11月28日在新加坡上映。
本片在第56屆金馬獎入围6项提名，包括最佳剧情长片、最佳导演、最佳男配角，并由楊雁雁荣获最佳女主角獎項。

## 剧情
从马来西亚移居新加坡的中文老师阿玲，结婚数年仍无法生育，与丈夫的关系日趋平淡。面對人工受孕失败、瘫痪在床的公公，让阿玲倍感沮丧；而新加坡教育体制对中文课缺乏重视，則令她在事业上面临挑战。在南国的雨季，一場又一場的雨中，阿玲和一位男学生展开了段特殊的情感。几经波折，使得阿玲重新认识自己，然而面对家庭变故，她又该如何是好？

## 演员
| 演员   | 角色   | 简介                                             |
| ------ | ------ | ------------------------------------------------ |
| 楊雁雁 | 阿玲   | 从马来西亚移民至新加坡的一所新加坡中学的中文老师 |
| 許家樂 | Weilun | 中学生，是阿玲的学生                             |
| 李铭顺 | Andrew | 阿玲的丈夫                                       |
| 杨世彬 | 公公   | 阿玲的家公                                       |

## 制作
本片是新加坡导演陈哲艺续六年后的第二部长片作品，其2013年的第一部长片《爸妈不在家》在金马奖获得最佳电影，也在康城电影展获得金摄影机奖。陈哲艺表示在第一部长片后，六年间只担任其他电影的监制。他花了三年编写剧本，并用一年时间选角。
马来西亚演员杨雁雁与新加坡演员许家乐在《爸妈不回家》后再次合作，前部饰演母子，本片则是师生关系。其他演员包括馬來西亞演员李铭顺、资深舞台剧演员杨世彬。电影於2018年5月在新加坡拍摄。由於拍片档期并非雨季，所以大部分場景所需的下雨背景是使用造雨机製成。

## 发行
本片于2019年9月8日在多倫多國際電影節上的“站台竞赛单元”举行首映；并於同年11月在2019年新加坡国际电影节和金馬國際影展上播映。新加坡在2019年11月28日、台湾2020年1月31日、马来西亚則是2020年3月12日上映。
马来西亚院线版本因国情因素，被马来西亚电检局删剪部分床戏和露股情节，但仍保留了原版整体内容，不影响剧情，被列为P13级（未满13岁须家长陪同观赏）。而香港一刀不剪，根據《電影檢查條例》列為第III級（只准18歲或以上人士觀看），於2020年6月4日上映。
本片主题曲《热带雨》，由NEKO Highway猫速公路乐团的主唱卡爷负责作曲演唱，陈宇昕填词，邓志明制作与编曲。

## 獎項及提名
本片在金馬獎獲得六項提名，包括最佳劇情片，陳哲藝入圍最佳導演和原創劇本，許家樂和楊世彬入圍最佳男配角，而楊雁雁則獲得最佳女主角獎。
| 年份 | 獎項                | 提名項              | 得獎者     | 結果 |
| ---- | ------------------- | ------------------- | ---------- | ---- |
| 2019 | 第3届平遥国际电影展 | 费穆荣誉·最佳影片   | 《热带雨》 | 獲獎 |
| 2019 | 第3届平遥国际电影展 | 费穆荣誉·最佳女主角 | 楊雁雁     | 獲獎 |
| 2019 | 第3届平遥国际电影展 | 影迷选择荣誉        | 《热带雨》 | 獲獎 |
| 2019 | 第56屆金馬獎        | 最佳劇情長片        | 《熱帶雨》 | 提名 |
| 2019 | 第56屆金馬獎        | 最佳導演            | 陳哲藝     | 提名 |
| 2019 | 第56屆金馬獎        | 最佳女主角          | 楊雁雁     | 獲獎 |
| 2019 | 第56屆金馬獎        | 最佳男配角          | 許家樂     | 提名 |
| 2019 | 第56屆金馬獎        | 最佳男配角          | 楊世彬     | 提名 |
| 2019 | 第56屆金馬獎        | 最佳原著劇本        | 陳哲藝     | 提名 |
| 2020 | 第14屆亞洲電影大獎  | 最佳女主角          | 楊雁雁     | 提名 |